# コズィモ・マタッサ
コズィモ・マタッサ (Cosimo Matassa、1926年4月13日 - 2014年9月11日) は、イタリア系アメリカ人のレコーディング・エンジニアでありスタジオ経営者であった。彼の下で数多くのR&Bと初期のロックンロールの作品がレコーディングされた。

## 来歴
アメリカ合衆国ルイジアナ州ニューオーリンズ生まれ。1945年、マタッサが18歳のとき、フレンチ・クオーターのランパート・ストリート沿いにあった彼の家族の経営する店舗の裏にJ&Mレコーディング・スタジオを開設した。1955年には、拡張のためスタジオを移転し、コズィモ・レコーディング・スタジオと名付けた。
マタッサはエンジニア、スタジオ経営者として、1950年代から1960年代にかけてヒット曲のレコーディングを数多く手がけ、R&B、ロック、ソウルの発展に大きく寄与した。マタッサのレコーディングした作品（その多くはアラン・トゥーサンがプロデューサーとして関わっている）には初のロックンロールのレコードと称されるファッツ・ドミノの「ザ・ファット・マン」、リトル・リチャードの「Tutti Frutti」をはじめ、レイ・チャールズ、リー・ドーシー、ドクター・ジョンらの作品がある。彼は強力なドラムのビート、重厚なギターとベース、軽いピアノとホーン・セクション、力強いリード・ボーカルなどを特徴とするいわゆるニューオーリンズ・サウンドの形成に大きく貢献したと言われている。
彼は1980年代に音楽ビジネスから引退し、以降フレンチ・クオーターにある彼の家族の店舗マタッサズ・マーケットの経営に携わっていた。
1999年12月、J&Mレコーディング・スタジオは歴史的建造物に指定された。更に2007年10月には、ルイジアナ音楽殿堂がマタッサのルイジアナ州の音楽に対する貢献を讚え、彼を殿堂に加えている。
2014年9月11日、ニューオーリンズのオクスナー・メディカル・センターにて死去。88歳没。